# سد خاییز
سد خاییز، سدی خاکی با هسته رسی در ۱۰ کیلومتری شرق شهر اهرم در شهرستان تنگستان استان بوشهر است که بر روی رودخانه شیرین قرار دارد. این رودخانه در ادامه مسیر بعد از این سد به رود باهوش (اهرم) پیوسته و به دریا می‌ریزد.

## اهداف ساخت سد
اهداف اصلی این طرح، تأمین بخشی از حقابه‌های شبکه آبیاری اهرم و تأمین حقابه زیست‌محیطی است. شبکه آبیاری نخلستان‌های اهرم قدمتی بالغ بر ۱۳۵ سال داشته و حدود ۱۲۰۰ هکتار نخلستان را درمی‌گیرد که محل امرار معاش اصلی ساکنان منطقه است. با توجه به اینکه سفره آب زیر زمینی منطقه اهرم بسیار تحلیل رفته‌است این سد و سد باهوش در مجاورت آن می‌تواند با کنترل آب رود اهرم که به دریا می‌ریزد به کاهش برداشت از منابع آب زیرزمینی کمک کند.

## مشخصات سد
این سد از نوعی خاکی با هسته رسی است که با ارتفاع آن ۳۶ متر، طول تاج ۶۱۰ متر دارای مخزنی به حجم ۱۶ میلیون مترمکعب است. سد خاییز تنگستان با طراحی حجم مخزن در تراز نرمال ۱۵٫۶۶ متر مکعب است. آورد آب سالانه رودخانه شیرین در محل احداث سد به‌طور متوسط ۱۱ میلیون متر مکعب است.

## تاریخچه
عملیات اجرایی ساخت سد خاییز در خرداد سال ۱۳۹۷ شروع شد. در مرداد سال ۱۴۰۰ و در آخرین روزهای دولت دوازدهم معاون امور عمرانی استاندار بوشهر ضمن بازدید از سد خبر از افتتاح رسمی پروژه سد خاییز در هفته بعد را داد، درحالی که عملیات ساخت آن تا دو سال بعد هم ادامه داشت. اینکار باعث اعتراض افراد مختلفی شد؛ از جمله غلامحسین کرمی نماینده وقت بوشهر در مجلس در شبکه‌های اجتماعی نوشت:
«افتتاح سد نیمه تمام خاییز تنگستان خیانت است به مردم منطقه. تا کنون افتتاح سد بدون آب، بالابر دریچه خروجی و سرریز آب ندیده‌ایم. این یعنی فاجعه …»
در جواب استاندار وقت ضمن بیان آماده آبگیری بودن سد به دفاع از خبر افتتاح رسمی طرح سد پرداخت (اگرچه سازه ناتمام بوده‌است).

## نگارخانه
.